# Synagoge (Liptovský Mikuláš)

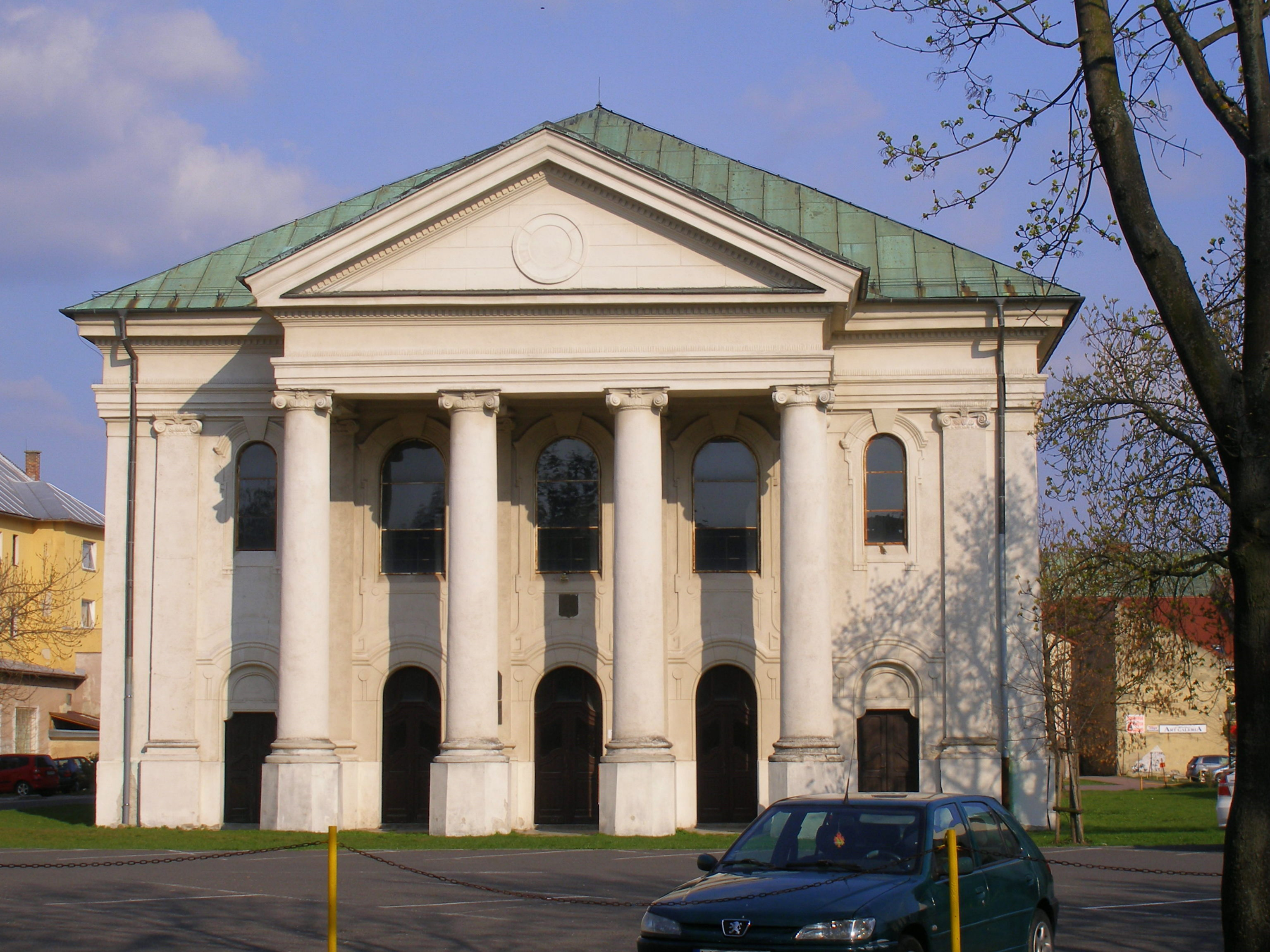
Synagoge in Liptovský Mikuláš

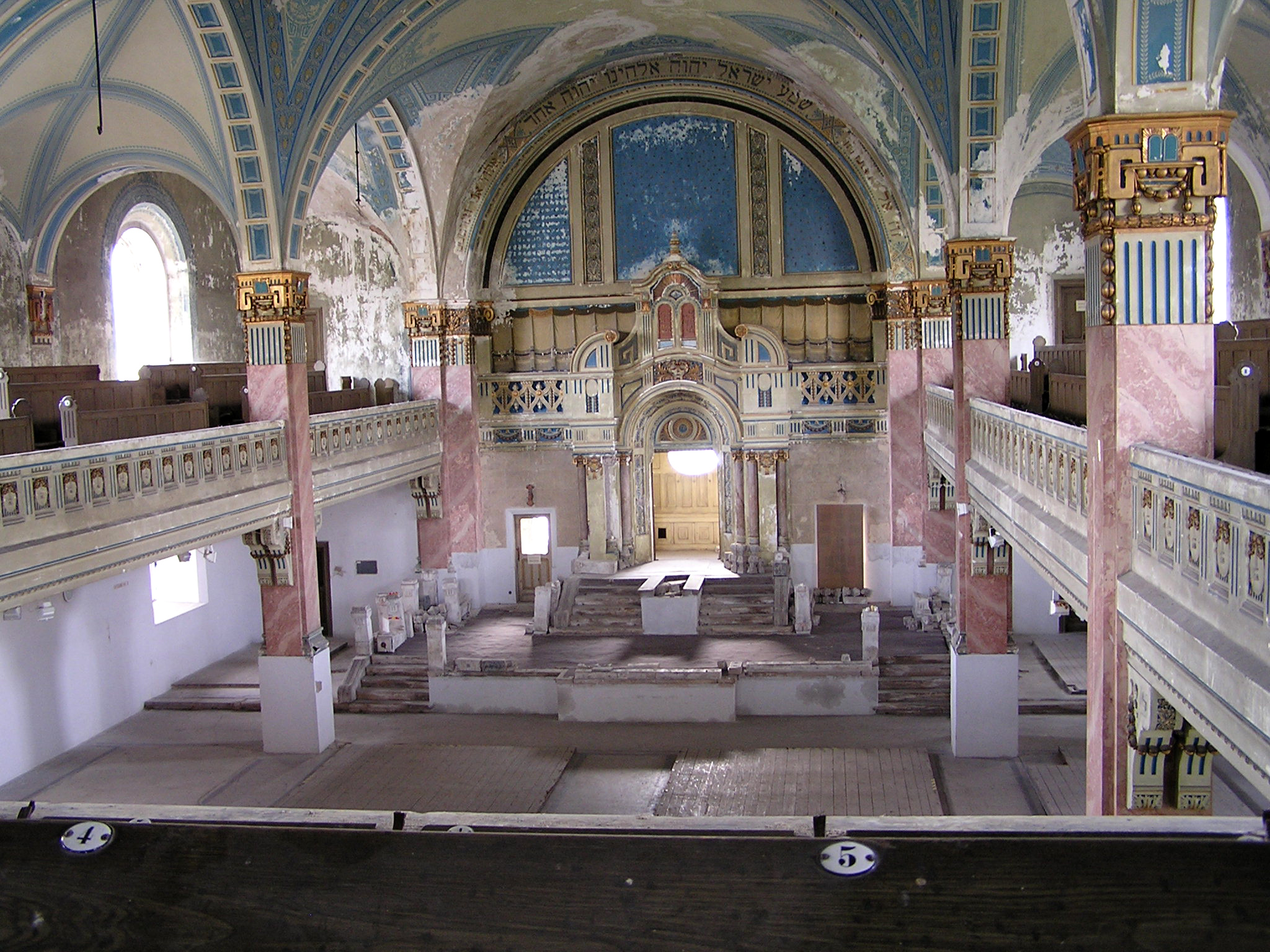
Innenansicht

Die Synagoge in Liptovský Mikuláš, einer slowakischen Stadt im Bezirk Liptovský Mikuláš, wurde von 1842 bis 1846 errichtet. Die profanierte Synagoge ist ein geschütztes Kulturdenkmal.

## Geschichte
Eine erste Synagoge in Liptovský Mikuláš wurde bereits 1731 gebaut. In den Jahren 1842 bis 1846 wurde dann ein Nachfolgebau errichtet. Zweimal, in den Jahren 1878 und 1906, wurde das Gebäude durch einen Brand beschädigt und danach wieder aufgebaut. Dabei wurden jeweils Änderungen am Baustil vorgenommen. Während des Zweiten Weltkriegs wurde ein Großteil der jüdischen Bevölkerung in die Lager Majdanek und Auschwitz deportiert, wo sie ermordet wurden.
Nach dem Krieg kehrten etwa 350 Juden in die Stadt zurück und bildeten eine kleine Kultusgemeinde, die bis in die 1980er Jahre Bestand hatte. Dabei diente die Synagoge bis Mitte der 1950er Jahre ihrer Bestimmung, wurde dann aufgegeben und zu einem Warenhaus umfunktioniert. In den 1990er Jahren wurde das Bauwerk restauriert. Im Synagogengebäude ist heute eine Ausstellung zur jüdischen Geschichte der Region untergebracht; zuweilen dient es auch als Stätte kultureller Veranstaltungen.

## Architektur
Die (zweite) Rekonstruktion von 1906 wurde von dem bekannten ungarischen Architekten Lipót Baumhorn überwacht. Das jetzt vorhandene Gebäude ist eine gelungene Mischung aus Neoklassizismus und Jugendstil. Im Inneren wird eine zentrale Kuppel von vier Säulen getragen, die auch die Frauenempore stützen.
Die Bima ist in Richtung Toraschrein gerückt, wie es bei Synagogen des Reformjudentums üblich ist. Beide bilden eine Einheit.